# Lomographa bimaculata
Lomographa bimaculata, conocida en Europa como la polilla de piñón blanco, es una especie de polilla geómetra. Pertenece a la subfamilia Ennominae de polillas geómetras grandes y, por ende, a la tribu Baptini. La especie fue descrita por primera vez por Johan Christian Fabricius habiendo sido descrita en 1775, con distribución en Eurasia. 

## Taxonomía
Originalmente descrita como Geometra taminata por Denis y Schiffermüller en 1775, es ahora sinónimo de L. bimaculata. Es – bajo su sinónimo junior – la especie tipo de su género Lomographa. También es (bajo su nombre original Phalaena bimaculata) la especie tipo del género Bapta, un sinónimo objetivo menor de Lomographa y el homónimo de los Baptini. La especie fue descrita por primera vez por Johan Christian Fabricius en 1775.
Se han nombrado dos subespecies, así como varias formas (por ejemplo, bipunctata):
- Lomographa bimaculata bimaculata (Fabricius, 1775)
- Lomographa bimaculata subnotata (Warren, 1895)

Su nombre se debe a que las únicas características visuales inmediatamente reconocibles que tiene esta pequeña polilla son los dos puntos marrones en la costa. De ahí es como recibió el nombre científico, de la palabra (en latín) loma- que significa un borde; -graphe que significa un dibujo; bi- que significa dos; y macula, una mancha. Al desglosarlo, hay dos manchas en cada uno de los bordes delanteros de sus alas delanteras.

## Distribución
L. bimaculata, es bastante común. Habita principalmente en zonas boscosas y se puede encontrar por toda Europa Central y Oriental. Sin embargo, parece estar ausente en el sur de España y el norte de Escandinavia, los Balcanes, entre Bosnia-Herzegovina y Grecia. Tampoco se encuentra en Islandia y es raro en la periferia de su área de distribución; por ejemplo, al norte de las Tierras Medias (Inglaterra). Es común en la mayoría de las islas británicas pero en el sur de la Isla de Irlanda se encuentra sólo localmente. Al este se extiende hasta el Cáucaso, Rusia, el Lejano Oriente ruso, Siberia, Asia Central y Japón. La especie se encuentra en los Alpes del Sur sólo en altitudes más bajas. 
La especie prefiere vivir en bordes de bosques caducifolios y tupidos, en claros del bosque, en orillas de ríos, así como en jardines y parques.
A diferencia de muchas otras especies de polillas del Reino Unido, L. bimaculata ha ido aumentando ligeramente su distribución, con un aumento anual del cambio poblacional durante 35 años del 1%, aunque de 1970 a 2016 su abundancia disminuyó un 23%, y se ha ido expandiendo hacia el norte.

## Descripción

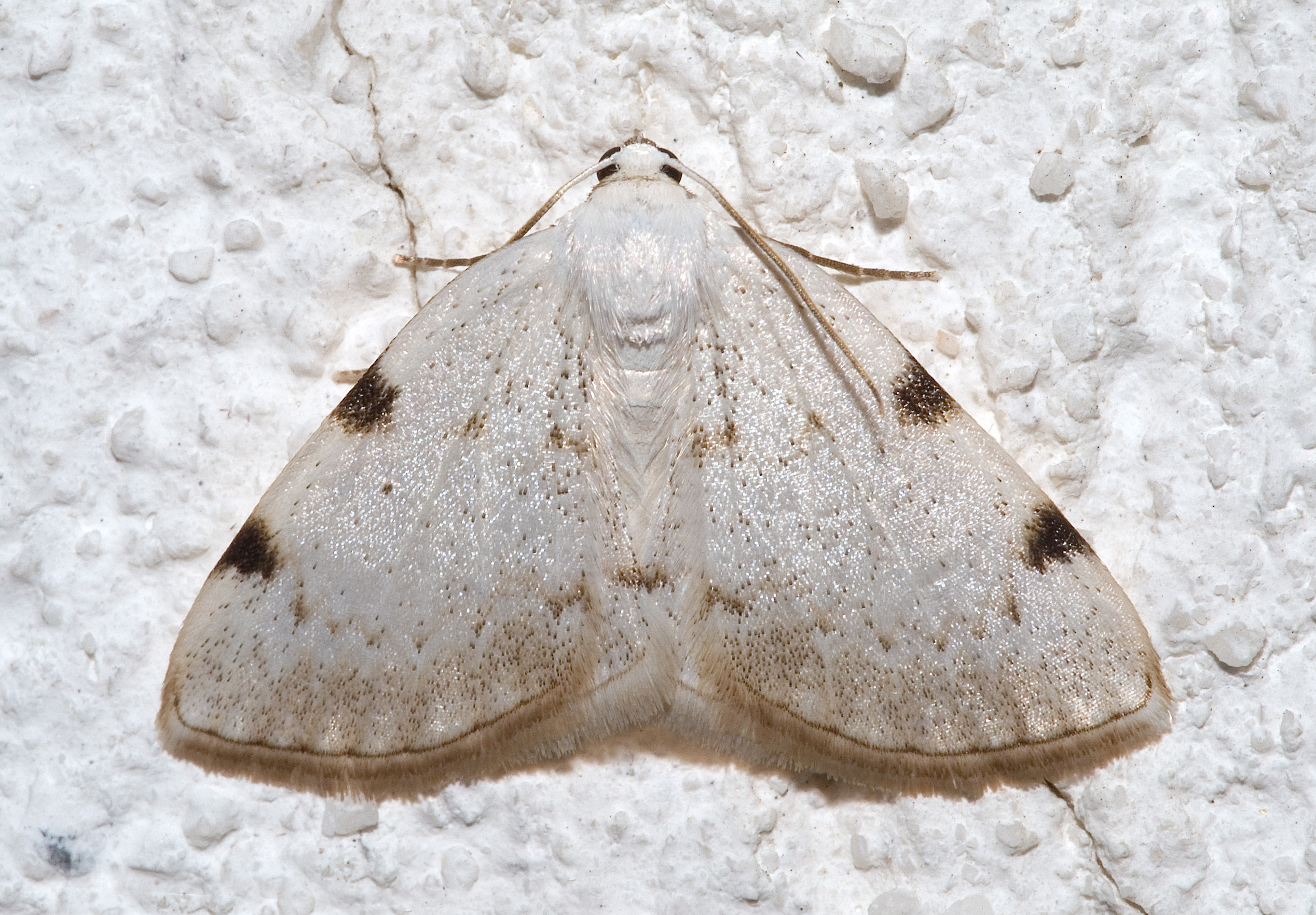
Espécimen en Austria.

Es una polilla pequeña con una envergadura del adulto es de 22 a 26 mm. Los adultos de la polilla aparecen en las Islas Británicas generalmente a principios del verano. Pero en casos excepcionales se lo encuentra más tarde en el año. Se registró en Alemania a principios de agosto de 1938, por ejemplo. Es una especie principalmente nocturna y puede sentirse atraída por la luz. Las alas son de color gris plateado muy pálido, con dos manchas gris oscuro en el borde anterior de cada ala, desde las cuales las dos bandas típicas de Ennominae (pero que en esta especie consisten solo en motas grises muy pequeñas y débiles) recorren las alas delanteras y traseras para formar un semicírculo. El cuerpo también es blanquecino. 
El huevo redondeado está fuertemente deprimido o abollado. Las orugas adultas tienen un color verde y se reconocen por una línea dorsal de color marrón púrpura o roja, en su mayoría interrumpida y especialmente en el extremo con manchas de diamante. La pupa es de color marrón rojizo y tiene dos puntas y algunas cerdas cortas en el cremáster.

### Genoma
Se ha publicado un ensamblaje del genoma de un espécimen macho Lomographa bimaculata presentando una extensión de 554,7 megabases. La mayor parte del ensamblaje está estructurado en 31 pseudomoléculas cromosómicas, incluido el cromosoma sexual Z. El genoma mitocondrial también ha sido ensamblado y tiene 16,6 kilobases de longitud. La anotación genética de este ensamblaje identificó 12.749 genes codificantes de proteínas.

## Ciclo de vida
El principal período de vuelo de las mariposas nocturnas es desde finales de abril hasta mediados de julio. Visitan fuentes de luz artificial. Después de poner los huevos, las orugas generalmente eclosionan a principios de junio y pupan a finales de julio. 
Sus plantas alimenticias incluyen las hojas de varios árboles de hoja caduca, entre ellos el cerezo silvestre (Prunus avium), el cerezo negro (Prunus padus), el endrino (Prunus spinosa), así como especies de abedul (Betula), tilo (Tilia), así como de espinos (Crataegus). La especie pasa el invierno como pupa.